# Château de Tantallon
Vous lisez un « bon article » labellisé en 2011.
Le château de Tantallon (Tantallon Castle en anglais) est une forteresse du milieu du XIVe siècle, située à cinq kilomètres à l’est de North Berwick, dans l’East Lothian en Écosse. Il se dresse sur un promontoire donnant sur le Firth of Forth, au sud de l’île de Bass Rock. Dernier château entouré d’une courtine à avoir été construit en Écosse, Tantallon ne possède en réalité qu’un seul mur d’enceinte protégeant l’accès au promontoire, les trois autres côtés étant naturellement défendus par des falaises donnant sur la mer.
Le château fut construit vers le milieu du XIVe siècle par William Douglas, Ier comte de Douglas. Il fut transmis à son fils illégitime, fait comte d'Angus par la suite, et malgré de nombreuses vicissitudes demeura la propriété de ses descendants durant une grande partie de son histoire. Il fut notamment assiégé en 1491 par le roi Jacques IV, puis en 1528 par Jacques V, son successeur, qui le détruisirent en grande partie. Par la suite, il fut pris par les covenantaires en 1639 pendant la première guerre des évêques et à nouveau détruit en 1651 lors de l’invasion de l’Écosse par Oliver Cromwell. Il fut vendu par les Douglas en 1699 et tomba peu à peu en ruines avant de passer finalement sous la protection d’Historic Scotland. Il constitue désormais une attraction touristique importante et est classé en catégorie A et listé comme Scheduled Ancient Monument. En 2009, des photographies furent publiées dans la presse britannique montrant un supposé fantôme apparaissant à une des fenêtres du château.

## Géographie
Le château de Tantallon se trouve au Royaume-Uni, dans le Sud de l'Écosse, au nord du council area d’East Lothian. Il occupe un promontoire rocheux rectangulaire d'environ 50 sur 90 mètres qui surmonte le Firth of Forth à un peu plus de 2,5 km au sud de l’île de Bass Rock. Sur trois côtés, des falaises à pic tombent dans la mer, composées de roches métamorphisées datant du Précambrien. Son climat, commun au reste de l'Écosse, est de type océanique. Il est caractérisé par une pluviométrie élevée de 1 500 millimètres répartis tout au long de l'année et des températures fraîches oscillant de 4 à 10,5 °C en moyenne mais qui ne connaissent pas une grande variabilité saisonnière.

## Architecture

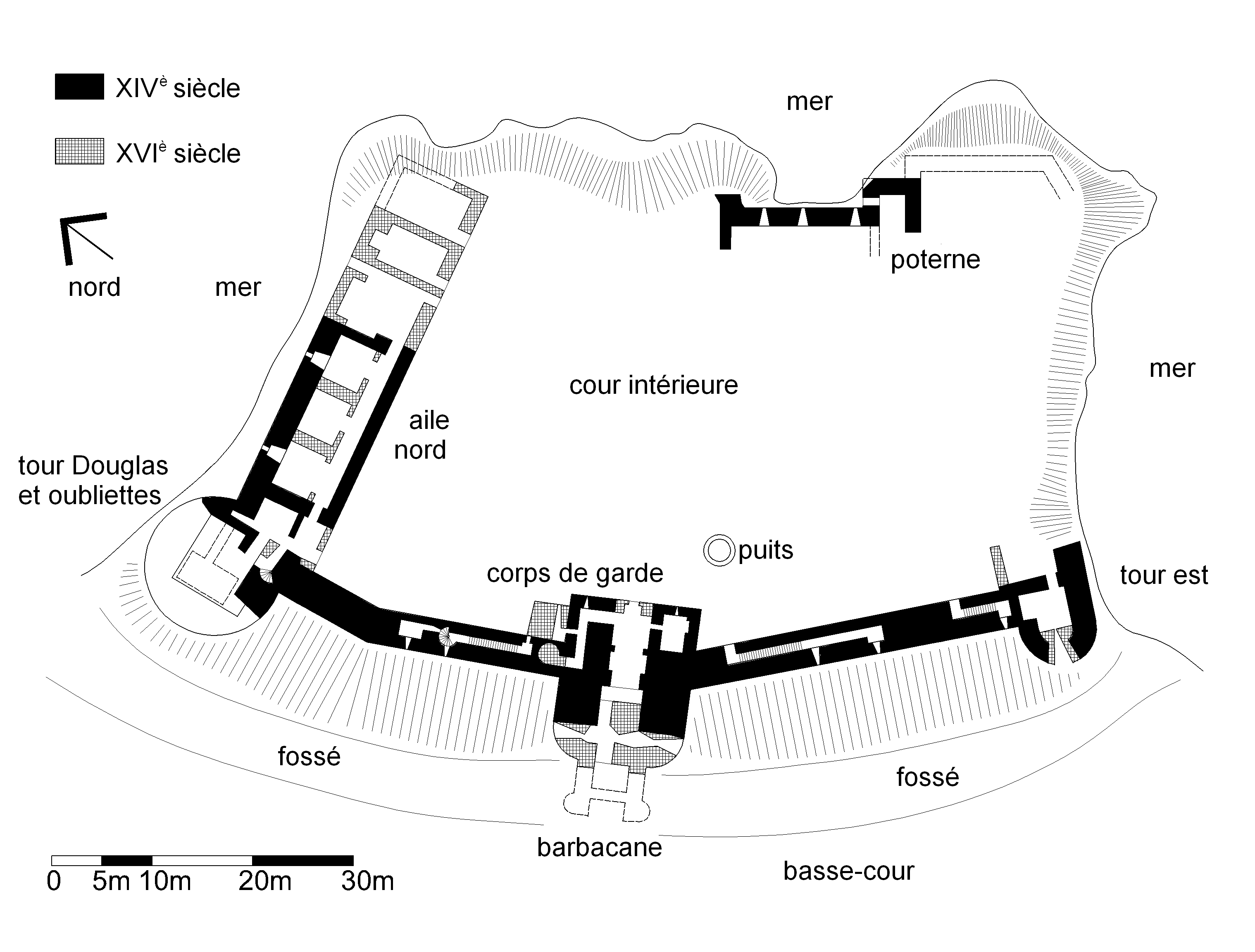
Plan du château de Tantallon.

Le château de Tantallon présente un plan unique en Écosse, puisque la courtine comporte une seule section protégeant l'accès à un promontoire côtier. Les accès sud-est, nord-est et nord-ouest sont naturellement défendus par des falaises abruptes, qui étaient surmontées de simples murs défensifs. Au sud-ouest, l’importante courtine bloque l'extrémité du promontoire et délimite la cour intérieure. Cette courtine, bâtie en grès rouge local, possède une tour à chaque extrémité et un corps de garde fortifié en son centre, qui contenaient tous des habitations. Au nord, une aile complète le château et ferme une cour de 70 sur 44 mètres. Au total, la surface habitable du château s'élève à 1 100 m2 environ.
Au niveau de son architecture, Tantallon s'inscrit dans la lignée des châteaux du XIIe siècle, comme Bothwell ou Kildrummy, et est formé d'un donjon ou bâtiment principal entouré d'une courtine (curtain wall castle en anglais). Il est le dernier de ce type à avoir été construit en Écosse, la plus modeste maison-tour devenant la norme. Le château de Threave, par exemple, bâti à peu près à la même période par le cousin de William, Archibald the Grim, est une tour beaucoup plus petite. On retrouve également des similitudes entre Tantallon et les châteaux de type courtyard castles, tel que Doune qui date également de la fin du XIVe siècle, avec une entrée située sous une tour fortifiée.

### Courtine

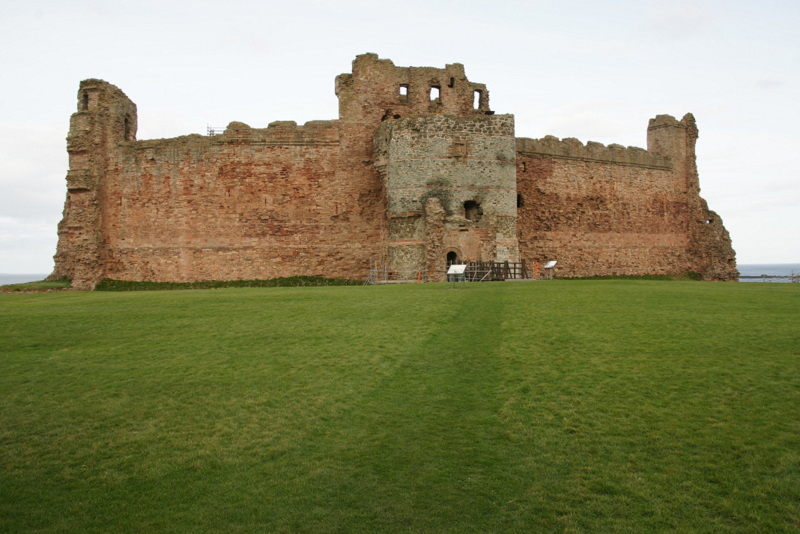
La courtine avec le corps de garde au centre.

La courtine mesure plus de 15 mètres de hauteur pour une épaisseur de 3,6 mètres et s'étend sur près de 90 mètres de long. Plusieurs petites pièces sont aménagées dans son épaisseur ainsi que des escaliers voûtés permettant d'accéder au chemin de ronde qui relie les trois tours à l'abri des créneaux du XVIe siècle.
Au nord, la tour Douglas, dont le côté ouest est aujourd'hui effondré, est construite selon un plan circulaire de douze mètres de diamètre. Haute de sept étages, elle servait de donjon et abritait les appartements du seigneur, qui étaient reliés à la grande salle dans l'aile nord. Au rez-de-chaussée, se trouvaient des oubliettes surmontées de chambres carrées comportant des garde-robes voutées.
La tour est quant à elle construite selon un plan en D, la face courbée étant tournée vers l’extérieur et mesurant neuf mètres de largeur environ. Elle disposait de cinq étages à l’origine, mais les trois du bas furent réduits à deux après le siège de 1528 avec la construction de voûtes en pierre. À cette même période, de larges embrasures furent percées au rez-de-chaussée destinées à placer la bouche de pièces d'artillerie. Au troisième étage de la tour, un accès avait été prévu pour accéder au chemin de ronde du mur sud-est, mais ce dernier ne fut jamais construit.
Le corps de garde central est quant à lui constitué d’une tour carrée de 13 mètres de largeur et haute de 24 mètres. Il comprenait quatre étages de casernements, dont il ne reste plus que les murs. L’entrée principale passait en dessous, protégée par un pont-levis, trois séries de portes, une herse et des mâchicoulis dans le plafond, qui permettaient aux défenseurs de lancer des projectiles sur les ennemis en dessous. Au sommet, deux échauguettes se font face côté haute-cour, où un escalier en colimaçon donne accès au chemin de ronde. L’entrée s’effectuait initialement par un porche en arc brisé flanqué de deux tours rondes. Une barbacane fut ajoutée au XIVe siècle puis en partie détruite lors du siège de 1528. À la suite de celui-ci, la façade du corps de garde fut reconstruite avec davantage d’embrasures au rez-de-chaussée, des coins arrondis pour mieux résister aux projectiles et un couloir d’entrée rétréci,.

### Haute-cour

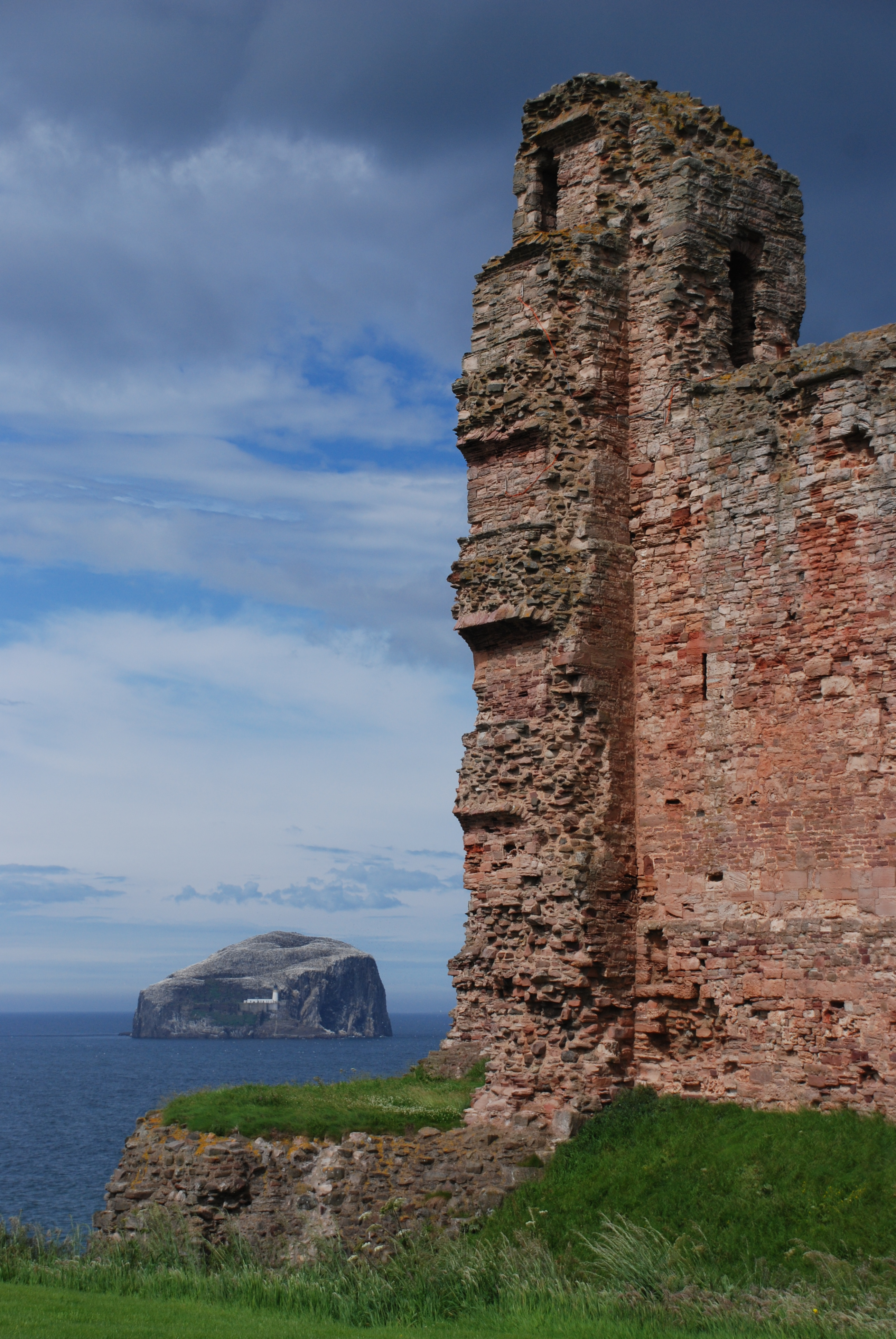
Les ruines de la tour Douglas, avec l'île de Bass Rock en arrière-plan.

L'aile nord du château mesure environ dix mètres de largeur sur quarante mètres de longueur et est reliée à la tour Douglas. La partie ouest remonte au XIVe siècle et comprenait la grande salle, utilisée par le seigneur, et la salle basse, destinée aux paysans et transformée par la suite en celliers. Les marques du toit à deux pans de la salle sont encore visibles sur le mur intérieur de la tour Douglas. La partie est date elle du XVIe siècle et était composée d'un fournil et d'autres pièces privées qui se sont en partie écroulés dans la mer. Seule une petite partie de mur subsiste à l'est, comprenant une poterne d'accès à la mer via une faille dans la falaise. Un puits profond de 32 mètres se situe dans la cour, et fut fouillé au XIXe siècle.

### Basse-cour

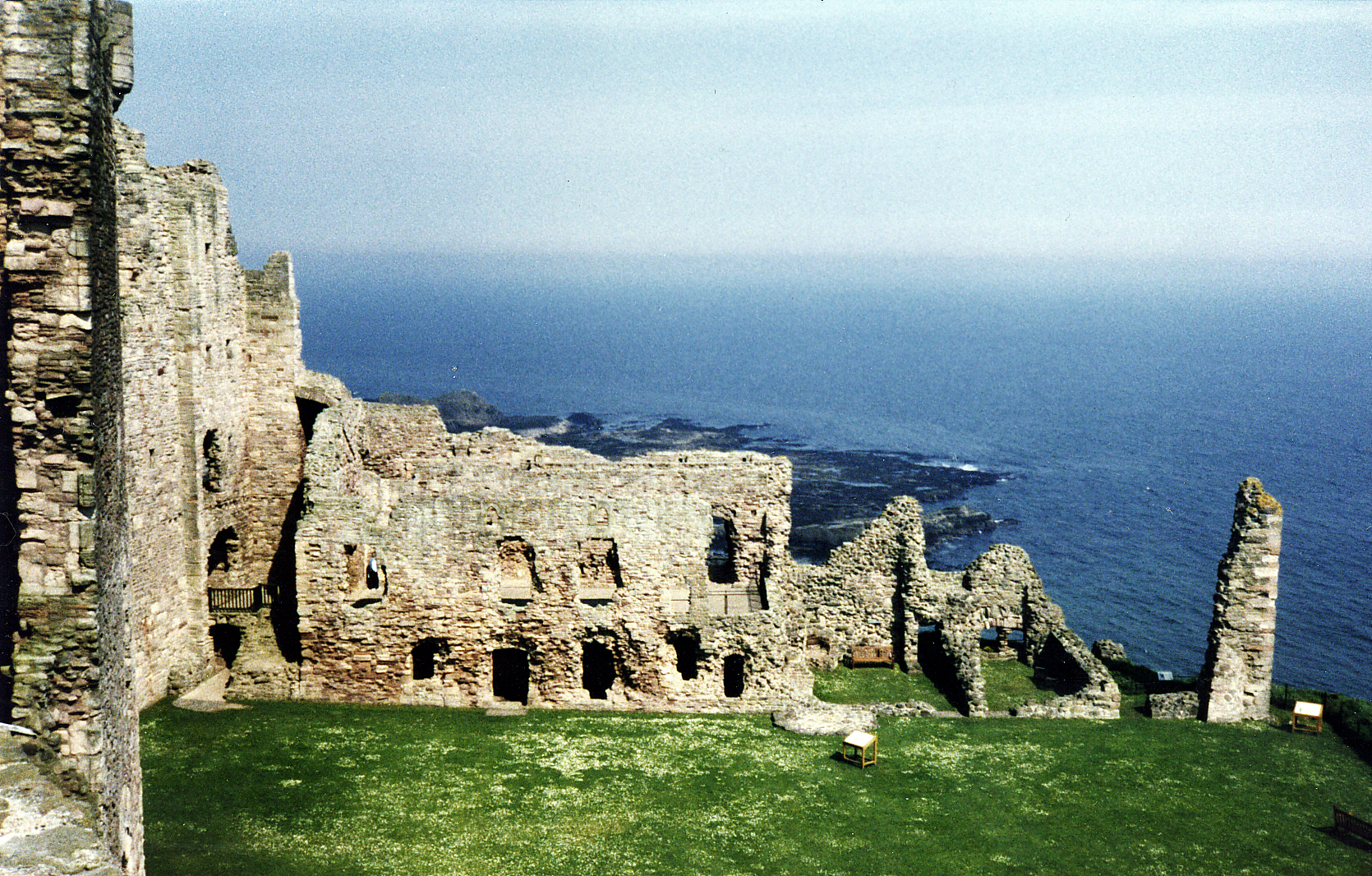
L'aile nord vue du corps de garde.

Le long de la courtine, deux profonds fossés creusés dans la roche et séparés de cent mètres environ, délimitent la basse-cour du château. Entre ces fossés se trouvent deux monticules qui pourraient dissimuler des caponnières du XVIe siècle selon l’historien Charles McKean. Il fait en effet remarquer que sir James Hamilton of Finnart, le maître des travaux du roi, était présent avec le roi lors du siège de 1528, et travailla à Tantallon par la suite. Or celui-ci était un ingénieur militaire réputé qui a notamment construit les seules caponnières connues d'Écosse à Craignethan et Blackness. Un remblai en pierres s'élevait du côté extérieur des fossés dont il ne reste qu'une portion d'une trentaine de mètres terminée au sud par une tour ronde de deux étages. Celle-ci dispose de plusieurs embrasures et fut construite avant le siège de 1528, vraisemblablement inspirée du proche château de Dunbar. Un colombier ou pigeonnier du XVIIe siècle en forme de lutrin (lectern) constitue le seul bâtiment de la basse-cour. Devant le fossé externe, se trouvent une demi-lune du XVIIe siècle ainsi que les restes d'un troisième fossé.

## Histoire

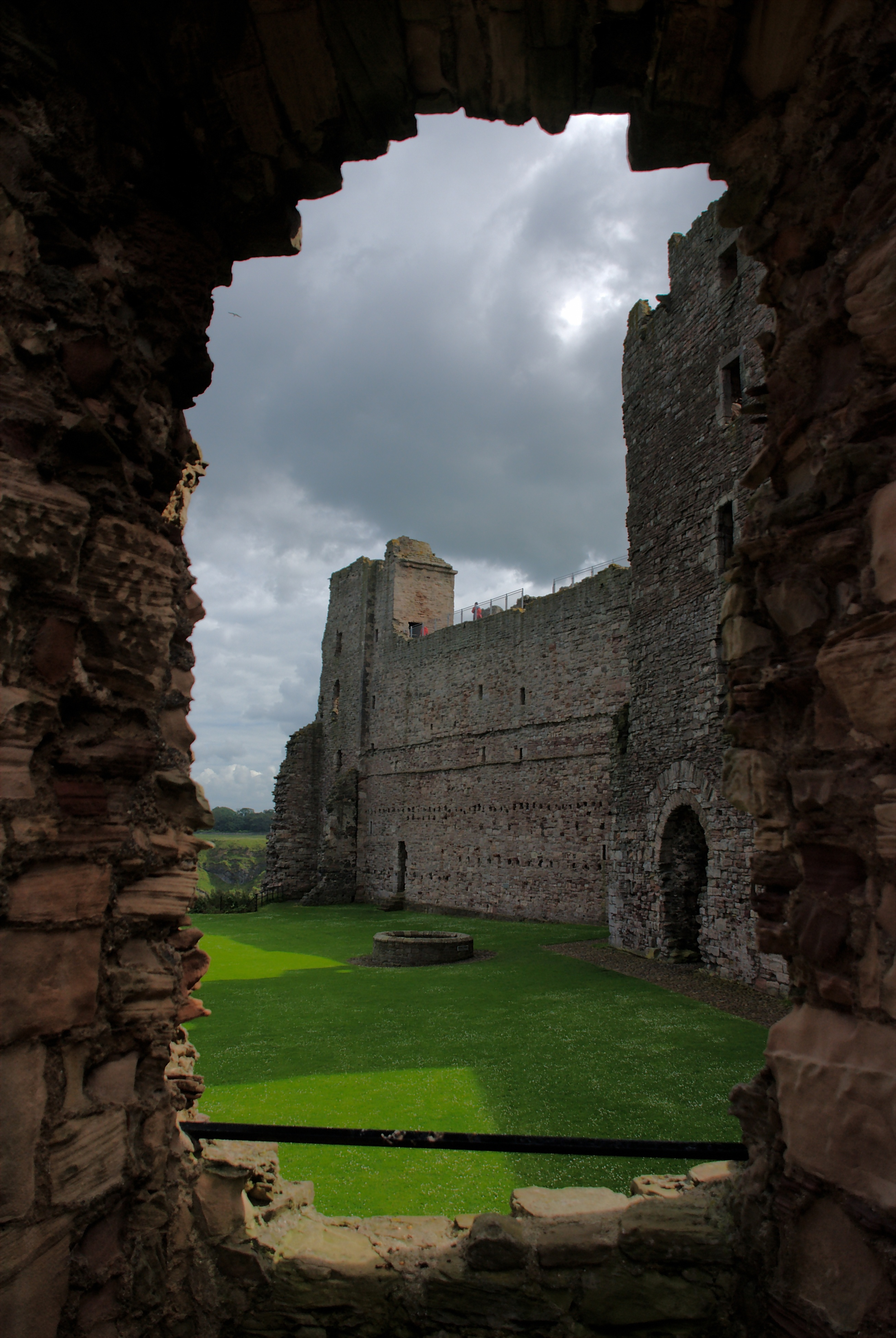
La courtine vue depuis l'aile nord.

L'existence d'une fortification sur ce promontoire remonte au moins au XIIe siècle, puisqu'une carte de la région, antérieure à 1300, fait figurer un site fortifié portant le nom de « Dentaloune », déformation probable du brittonique din talgwn signifiant « forteresse aux hautes murailles »,. À cette époque, la baronnie du North Berwick, comprenant Tantallon, appartenait aux comtes de Fife.

### Origines
En 1346, William Douglas (c. 1327–1384), neveu de sir James Douglas, compagnon de Robert Bruce, rentre en Écosse pour réclamer le titre de chef du Clan Douglas. Il l'obtient en 1353 en assassinant son parrain, sir William Douglas, seigneur de Liddesdale, et est par la suite fait comte de Douglas en 1358.
On ignore précisément quand il s’est installé à Tantallon mais dans une lettre de 1374, il parle déjà de « notre château de Temptaloun ». Il est probablement nommé châtelain par Isabella, comtesse de Fife, et construit le château actuel au moment de son anoblissement pour refléter son nouveau statut.   William Douglas demeure sur les terres de Tantallon sous Robert Stewart, comte de Fife (c.1340-1420), de 1371 à 1372, quand ce dernier abdique de son titre en faveur de son fils Murdoch. Le château héberge la belle-sœur et maîtresse de William, Margaret Stewart, comtesse d’Angus, mère de son fils illégitime George Douglas (1380-1403). En 1377, le comte accorde le titre de connétable du château de Tantallon à un de ses amis proches, Alan de Lawedre of The Bass, charge qu'il exerce au moins jusqu'en 1389. En 1388, à la mort du 2e comte de Douglas, le comte de Fife réclame les terres de Tantallon mais confirme le droit de la comtesse à y vivre. Plusieurs tentatives ont lieu pour l'en déloger, mais l'accord est formalisé par le parlement en avril 1389 et George Douglas reconnu comte d'Angus, en tant qu'héritier de sa mère.

### Les Douglas «rouges»

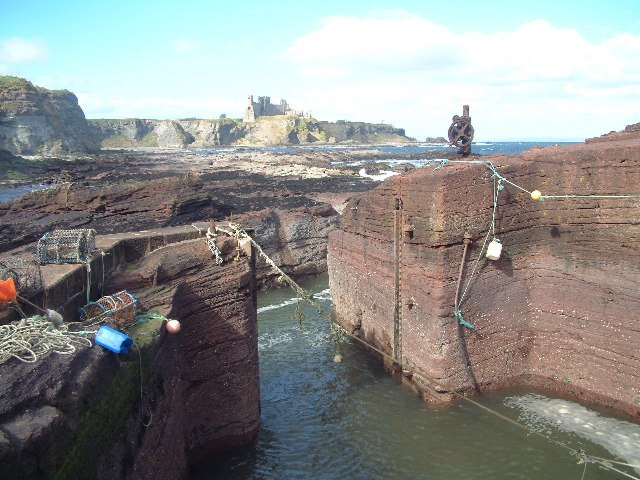
Vue depuis le port de Seacliff, montrant les fortifications qui défendent le promontoire.

La baronnie de North Berwick, qui entoure Tantallon, demeure dans le comté de Fife mais, malgré la revendication du comte de Fife, le château reste dans la famille Douglas et est hérité par George Douglas, fils illégitime du 2e comte de Douglas, qui hérite également de sa mère du comté d’Angus en 1389. Cela engendre la division de la maison de Douglas, Archibald the Grim devenant chef de la branche principale, surnommée les Douglas « noirs », tandis que George Douglas fonde celle des Douglas « rouges ».
En 1397, George Douglas épouse Mary, fille du roi Robert III, ralliant ainsi les Douglas « rouges » à la maison royale des Stuart. De 1425 à 1433, Isabella, comtesse de Lennox et veuve du duc d’Albany, est emprisonnée à Tantallon. En 1429 un autre ennemi de la Couronne, Alexandre, Lord of the Isles, est détenu au château jusqu’à sa réconciliation avec le roi Jacques Ier deux ans plus tard. Le 3e comte d’Angus fait de Tantallon sa résidence principale et entre en rébellion de 1443 à sa mort en 1446. Il lance des raids sur les terres d’Abercorn appartenant aux Douglas « noirs », entraînant des représailles et la confiscation de ses domaines quelques mois avant sa mort. En 1452, le roi Jacques II accorde Tantallon au 4e comte d’Angus, frère du 3e, chef des armées royales qui battirent les Douglas « noirs » à la bataille d'Arkinholm en mai 1455.
Les Douglas « rouges », en la personne d'Archibald « Bell-the-Cat » (1453–1514), le 5e comte d’Angus, se rebellent à leur tour contre l’autorité royale en 1482. Vers 1490, celui-ci trahit l’Écosse et promet à Henri VII d'Angleterre de lui livrer Jacques IV. Le complot ayant été éventé, le comte d’Angus se réfugie à Tantallon où il se prépare à soutenir un long siège. Le 11 octobre 1491, l’armée de Jacques IV assiège le château à l’aide de canons provenant d’Édimbourg et de Linlithgow ainsi que d’arbalètes et de couleuvrines de Leith. Un navire royal, The Flower, est également dépêché sur place afin de bloquer l’accès à la mer. Archibald se rend rapidement, évitant au château de souffrir d’importants dommages. En 1493, il revient en grâce et est nommé chancelier d'Écosse.

### Le siège de 1528

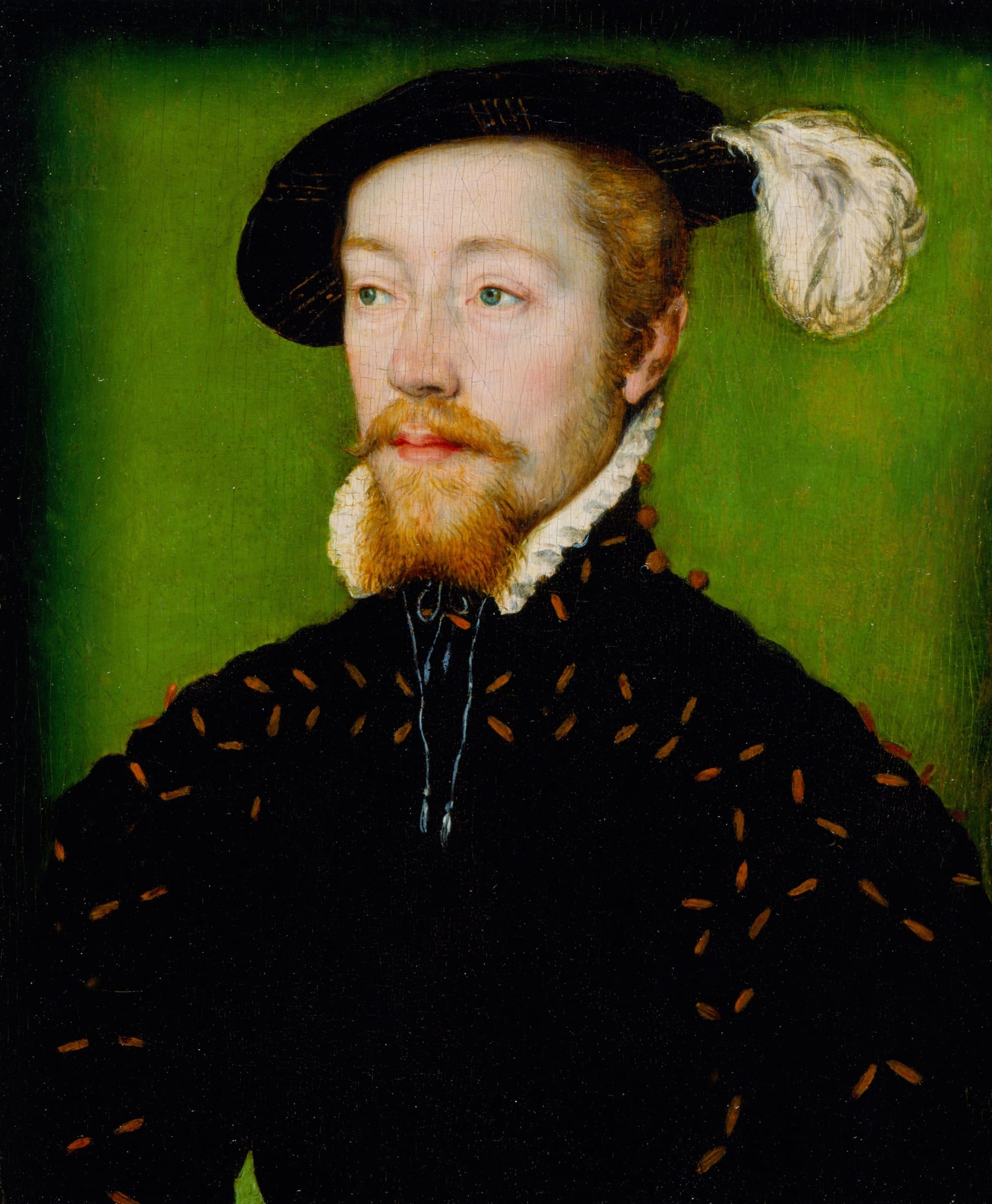
Portrait de Jacques V d’Écosse qui mena le siège victorieux de Tantallon en 1528.

En 1514, Archibald Douglas, 6e comte d'Angus (1490–1557) épouse la veuve de Jacques IV, Marguerite Tudor, fille d’Henri VII et régente d’Écosse. À la suite de ce mariage, la régence est alors confiée à John Stuart, qui s’empare de Tantallon en 1515 avant de le restituer l’année suivante à la suite d'un accord.
En 1525, Archibald Douglas, avec l’aide d’Henri VIII d'Angleterre, organise un coup d'État virtuel, enfermant le jeune roi et se proclamant chancelier. Mais, en 1528, Jacques V, alors âgé de seize ans, s’échappe pour rejoindre sa mère à Stirling et le condamne à la mort civile (attainder), le bannissant jusqu’au « nord du Spey ». Loin d’obéir, le comte d'Angus se réfugie à Tantallon avant de partir en Angleterre. Le château est alors saisi par le roi, mais le comte parvient à le reprendre et à renforcer ses défenses. Le 23 octobre 1528, Jacques V assiège le château, alors défendu par Simon Penango, domestique d’Angus, celui-ci étant alors à Billie dans le Merse. Le roi emprunte l’artillerie du château de Dunbar, tenu par la garnison française du duc d’Albany, laissant trois otages en garantie à son commandant, le capitaine Maurice. Selon le chroniqueur médiéval Robert Lindsay of Pitscottie, elle était composée de deux gros botcards, deux moyanes, deux doubles fauconneaux et quatre quarts de fauconneaux accompagnés d’artilleurs, de poudres et d’obus. Tantallon est bombardé par ces canons pendant vingt jours mais, faute de pouvoir être positionnés suffisamment près des murailles à cause des fossés, ceux-ci ne font guère de dégâts. Le roi lève donc le siège et regagne Édimbourg, moment que choisit Angus pour contre-attaquer et s’emparer de l’artillerie, tuant le canonnier principal David Falconer dans l’assaut.
En mai 1529, Archibald Douglas part en Angleterre, laissant de nouveau le château aux mains de Simon Penango qui, faute de vivres et de renforts, négocie sa reddition. Jacques V commence à reconstruire et consolider le château, devenu forteresse royale, afin de réparer les dégâts causés par le siège. Il le confie tout d’abord à son secrétaire, sir Thomas Erskine of Brechin, avec pour charge de l’entretenir et de surveiller les travaux. Puis il le donne à James, son fils illégitime le plus âgé. Peu après, Oliver Sinclair en est nommé capitaine et, selon les annales de la période 1537–1539, George Sempill, maître-maçon, mène les travaux sous la direction de John Scrimgeour, le maître des travaux du roi,. La façade du corps de garde est reconstruite et la tour consolidée. De larges embrasures destinées à l’artillerie sont percées et un parapet crénelé est ajouté au sommet de la courtine. Plusieurs pièces et passages qui existaient dans celle-ci sont comblés et murés afin de la renforcer.
À la mort de Jacques V en 1542, le comte d'Angus revient et récupère le château de Tantallon.

### FinXVIe
À son retour en 1542, le comte d’Angus, demeuré en relation avec Henri VIII, héberge durant un an à Tantallon l'ambassadeur d’Angleterre en Écosse, Ralph Sadler, lors des négociations en vue de marier Marie Ire d'Écosse tout juste née, avec Édouard VI d'Angleterre.
En 1544, le comte de Hertford envahit l’Écosse, déclenchant la guerre du Rough Wooing. Tantallon est alors contourné en raison des sympathies pro-Angleterre du comte d’Angus, bien que des sources d’époque rapportent que le château d’Oliver Sinclair figure parmi les lieux incendiés par l’armée anglaise sur le retour, étant en tout état de cause épargné en 1547. Archibald Douglas est finalement emprisonné au château de Blackness en 1544, ce qui l’incite à changer de camp et à rejoindre la cause écossaise. Les artilleurs de Tantallon sont récompensés en août 1548 pour avoir tiré sur des navires anglais au cours d’un combat dans le Firth of Forth.
Le comte d’Angus meurt à Tantallon en janvier 1557. Le château est alors saisi par la reine régente, Marie de Guise, qui le donne au Laird de Craigmillar qui y entreprend des réparations dans les années qui suivent. En 1558, il est défendu par George Drummond of Blair à la tête d’une garnison de sept cavaliers et vingt-deux soldats.
En 1565, James Douglas, 4e comte de Morton, prend le contrôle du château au nom de son neveu, le jeune 8e comte d’Angus. Mais l’année suivante, Marie Ire d'Écosse l’attribue à Robert Lauder of the Bass et à son fils, à la suite de la reddition de William Douglas of Lochleven, un des accusés du meurtre du favori de la reine, David Rizzio. Celle-ci visite en personne le château en novembre 1566. À la mort du 8e comte en 1588, les Angus s’installent ailleurs et ne reviennent plus au château de Tantallon.

### XVIIesiècle

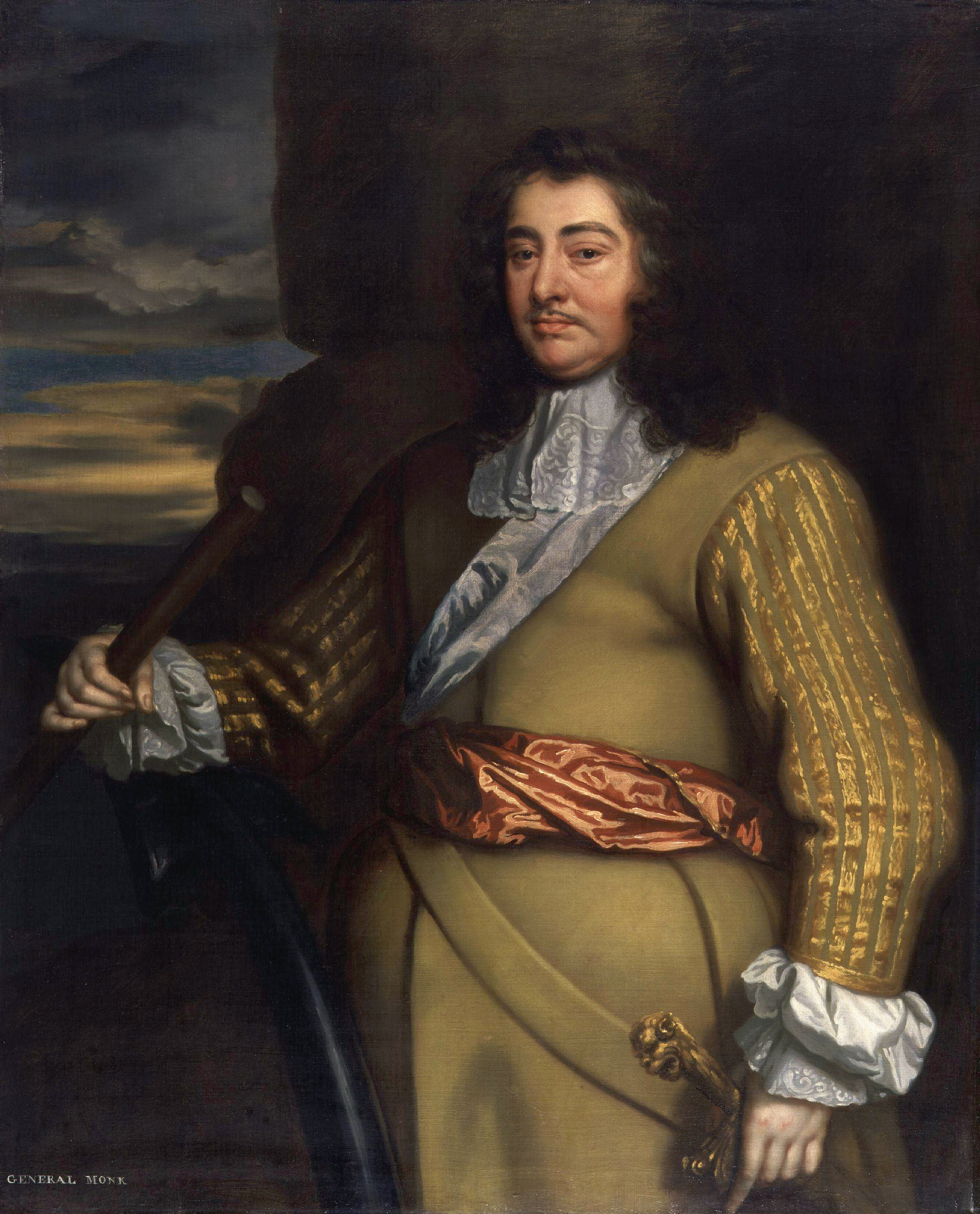
Portrait du général Monck qui prit Tantallon en 1651.

Après une période de paix, Tantallon est à nouveau attaqué durant les guerres des évêques. La famille Douglas était en effet demeurée catholique après la Réforme écossaise, s’attirant les foudres des covenantaires presbytériens qui s’opposaient aux tentatives de Charles Ier d’empiéter sur l’Église écossaise. En 1639, ceux-ci prennent Tantallon, profitant d’un déplacement à Édimbourg de William, nouvellement créé marquis de Douglas.
En 1650, au cours de la troisième guerre civile anglaise, les armées parlementaires d’Oliver Cromwell envahissent l’Écosse, prenant le contrôle du sud du pays grâce à leur victoire à Dunbar en septembre. En février 1651, les lignes de communication de Cromwell sont attaquées par un petit groupe de royalistes basé à Tantallon et mené par Alexander Seton. En représailles contre ces 91 hommes, Cromwell envoie une armée de 2 000 à 3 000 soldats sous le commandement du général Monck, avec l’ensemble de l’artillerie dont il dispose en Écosse, pour assiéger le château. Au cours de ce siège, le 14 février, Seton est fait vicomte de Kingston par Charles II. Après douze jours de bombardements, une brèche est ouverte dans la tour Douglas. Les assiégés sont alors contraints de se rendre, ce qu’il ne font toutefois qu’après avoir eu l’assurance d’être épargnés en reconnaissance de leur courage. Après le siège, Tantallon est laissé en ruines, n’étant plus habité ou réparé par la suite.

### Époque moderne
En 1699, pour éponger des dettes de jeu contractées par son père et lui-même, James Douglas, 2e marquis de Douglas et 12e comte d’Angus, est contraint de vendre les ruines du château à Hew Dalrymple, le président du Court of Session, qui possédait également la baronnie de North Berwick, Bass Rock, Fidra et d’autres propriétés dans la région. Celui-ci laisse son état s’aggraver, d'autant plus que le voisinage l’utilise comme carrière de pierres.
Au cours du XIXe siècle, quelques travaux de restauration sont entrepris par les descendants de Hew Dalrymple qui lèguent finalement le château à l’État en 1924. Il est désormais sous la protection d’Historic Scotland, classé en catégorie A et listé comme Scheduled Ancient Monuments (en).

## Fantôme

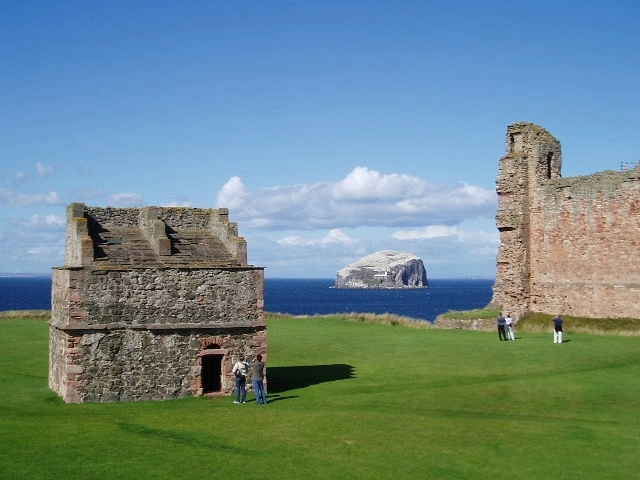
Le colombier ou pigeonnier situé dans la basse-cour.

En mars 2009, le professeur de psychologie Richard Wiseman publie une photographie prise à Tantallon, montrant une silhouette apparaissant dans l’embrasure d’une fenêtre. Cette image, datant de mai 2008 et envoyée à Wiseman dans le cadre d’une étude, est décrite dans The Times comme celle d’une « élégante silhouette portant une fraise ». Wiseman déclare qu’aucun guide costumé n’était présent au château ce jour-là et trois experts confirment que la photo n’avait pas été retouchée. Une deuxième photo, prise trente ans plus tôt et montrant une autre silhouette à un emplacement similaire, est publiée dans The Scotsman quelques jours plus tard.

## Tourisme
Le château constitue une attraction touristique ouverte toute l’année qui a attiré en 2009 plus de 30 000 visiteurs. L’accès est payant et permet de visiter les ruines du château, où est exposée une réplique d’un canon d’époque, ainsi que le promontoire, qui abrite une faune et une flore rares et variées. On y trouve notamment de nombreux oiseaux de mer qui nichent dans les ruines : sternes, cormorans, fous de Bassan et goélands, ainsi que des argus bleus qui se voient rarement en dehors des jardins.

## Culture

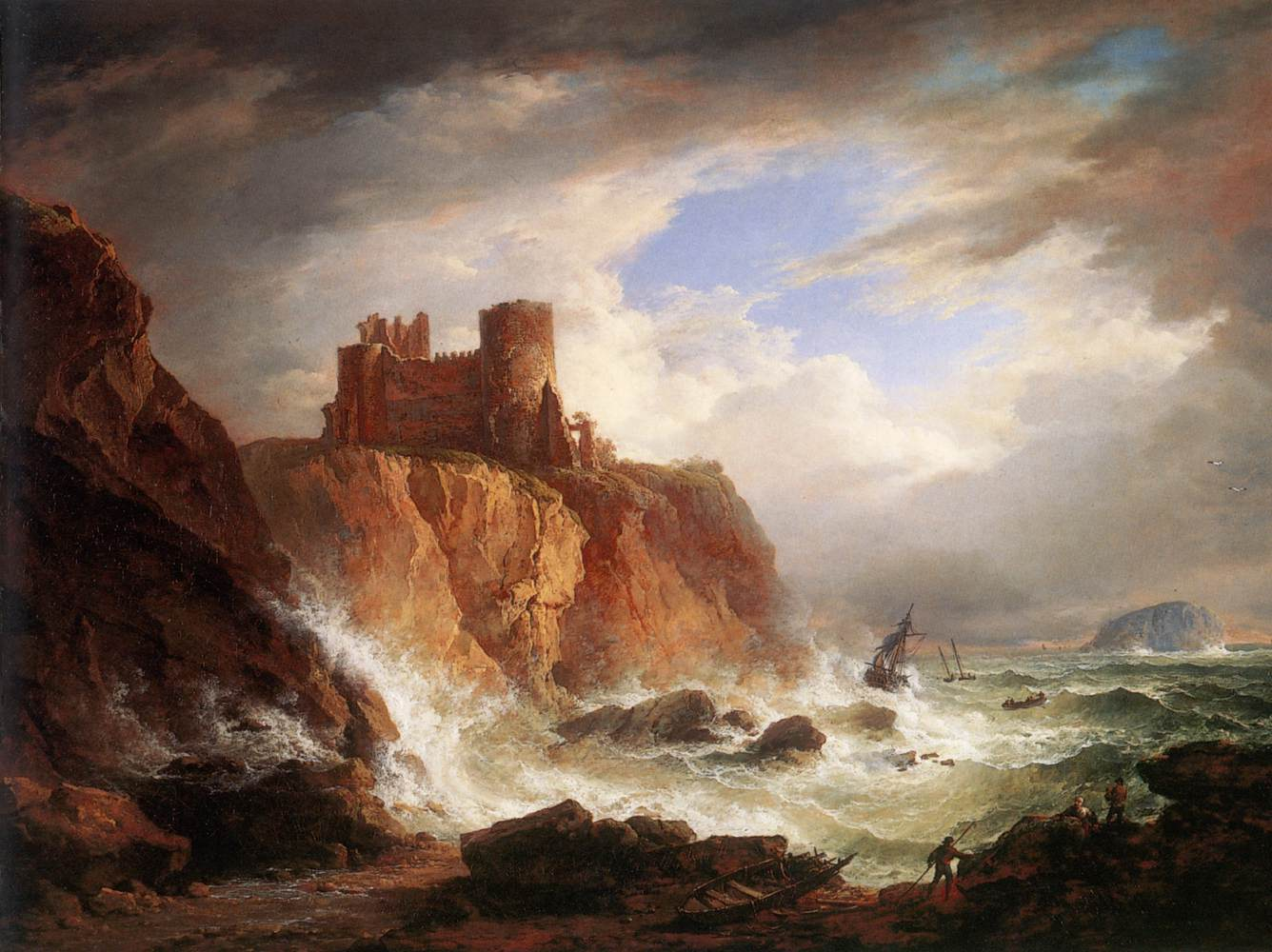
A View of Tantallon Castle with the Bass Rock (vers 1816), huile sur toile d'Alexander Nasmyth.

En 1808, Walter Scott décrit longuement le château dans son poème épique Marmion : « C’était un vaste édifice qu’on regardait comme un fort imprenable ; de trois côtés les flots de l’Océan entouraient la montagne, et le quatrième était défendu par des remparts solides et par un double fossé : il fallait passer sur un pont étroit avant de parvenir aux portes de fer de la cour principale ; c’était un espace carré dans lequel des corps de logis élégans [sic] et vastes, et des tourelles de toutes les dimensions, projetaient les formes irrégulières de leurs ombres ; ici était le donjon ; là une tour dont les créneaux se perdaient dans les nuages, et d’où la sentinelle pouvait souvent voir la tempête se former au loin sur les flots ».
Il constitue également une source d'inspiration pour les peintres tels que William Turner (Tantallon Castle, 1821), Alexander Nasmyth (A View of Tantallon Castle with the Bass Rock vers 1816) ou encore Thomas Moran (Tantallon Castle, North Berwick, Scotland, 1910). Le château de Tantallon apparaît en 2004 dans plusieurs épisodes de la série télévisée de la BBC Shoebox Zoo, où il constitue la demeure du mage Michael Scot, interprété par l'acteur écossais Peter Mullan. Il figure également le temps d'une chanson dans le film indien Kuch Kuch Hota Hai sorti en 1998.